# Opatovce nad Nitrou
Opatovce nad Nitrou (allemand : Abtsdorf, hongrois : Bajmócapáti) est un village de Slovaquie situé dans la région de Trenčín.

## Histoire
La première mention écrite du village date de 1113.

## Démographie

### Évolution de la population
| Année:               | 1994. | 2004.   | 2014.   | 2024.   |
| -------------------- | ----- | ------- | ------- | ------- |
| Nombre de personnes: | 1478  | 1453    | 1568    | 1517    |
| Différence:          |       | -1,69 % | +7,91 % | -3,25 % |

| Année:               | 2023. | 2024.   |
| -------------------- | ----- | ------- |
| Nombre de personnes: | 1547  | 1517    |
| Différence:          |       | -1,93 % |